# Creu de terme d'Ollers
Creu de terme d'Ollers és una obra de Vilademuls (Pla de l'Estany) inclosa a l'Inventari del Patrimoni Arquitectònic de Catalunya.

## Descripció
Creu de terme situada davant l'església de Sant Martí d'Ollers. Sobre la base, d'estructura quadrangular, s'aixeca el fust, també de secció quadrada amb els angles bisellats. El capitell està decorat amb petites motllures. Corona la construcció una creu assentada sobre una base trapezoidal, amb una inscripció amb la data de construcció ("SEBASTIA M 1602"). La creu té un crist crucificat en relleu a un dels costats, així com les restes d'una Mare de Déu amb el Nen a l'altre.